# لاين بيتر
لاين بيتر هو سياسي كندي، ولد في 1 يونيو 1947 في كندا. حزبياً، نشط في الحزب الديمقراطي الجديد. وقد انتخب عضو برلمان مقاطعة أونتاريو وانتخب عضو مجلس العموم الكندي.